# Sandown 500
De Sandown 500 (officieel: Dick Smith 500) is een endurance race voor tourwagens. Het wordt elk jaar gehouden op de Sandown Raceway in de buurt van Melbourne, Australië. De race is 500 kilometer lang, vandaar de naam. 
De eerste editie werd gehouden onder de naam "Sandown 6 Hour International" in 1964. Daarna is de race nog 15 keer van naam veranderd. Het is onderdeel van het V8 Supercars kampioenschap en wordt exact 1 maand voor de Bathurst 1000 gereden. 

## Winnaars
| Jaar      | Coureur(s)                       | Auto                               |
| --------- | -------------------------------- | ---------------------------------- |
| 1964      | Ralph Sach / Roberto Bussinello  | Alfa Romeo Super Ti                |
| 1965      | Frank Gardner / Kevin Bartlett   | Alfa Romeo Super Ti                |
| 1966-1967 | Geen race                        |                                    |
| 1968      | Tony Roberts / Bob Watson        | Holden Monaro HK GTS327            |
| 1969      | Allan Moffat / John French       | Ford Falcon XW GTHO                |
| 1970      | Allan Moffat                     | Ford Falcon XW GTHO Phase II       |
| 1971      | Colin Bond                       | Holden Torana LC GTR XU-1          |
| 1972      | John Goss                        | Ford Falcon XY GTHO Phase III      |
| 1973      | Peter Brock                      | Holden Torana LJ GTR XU-1          |
| 1974      | Allan Moffat                     | Ford Falcon XB GT                  |
| 1975      | Peter Brock                      | Holden Torana LH SLR/5000 L34      |
| 1976      | Peter Brock                      | Holden Torana LH SLR/5000 L34      |
| 1977      | Peter Brock                      | Holden Torana LX A9X               |
| 1978      | Peter Brock                      | Holden Torana LX A9X               |
| 1979      | Peter Brock                      | Holden Torana LX A9X               |
| 1980      | Peter Brock                      | Holden Commodore VC                |
| 1981      | Peter Brock                      | Holden Commodore VC                |
| 1982      | Allan Moffat                     | Mazda RX-7 PP                      |
| 1983      | Allan Moffat                     | Mazda RX-7 PP                      |
| 1984      | Peter Brock / Larry Perkins      | Holden Commodore VK                |
| 1985      | Jim Richards / Tony Longhurst    | BMW 635CSi                         |
| 1986      | George Fury / Glenn Seton        | Nissan Motors Skyline DR30 RS      |
| 1987      | George Fury / Terry Shiel        | Nissan Skyline DR30 RS             |
| 1988      | Allan Moffat / Gregg Hansford    | Ford Sierra RS500                  |
| 1989      | Jim Richards / Mark Skaife       | Nissan Skyline HR31 GTS-R          |
| 1990      | George Fury / Glenn Seton        | Ford Sierra RS500                  |
| 1991      | Mark Gibbs / Rohan Onslow        | Nissan Skyline R32 GT-R            |
| 1992      | Larry Perkins / Steve Harrington | Holden Commodore VL TWR SS Group A |
| 1993      | Geoff Brabham / David Parsons    | Ford Falcon EB                     |
| 1994      | Dick Johnson / John Bowe         | Ford Falcon EB                     |
| 1995      | Dick Johnson / John Bowe         | Ford Falcon EF                     |
| 1996      | Craig Lowndes / Greg Murphy      | Holden Commodore VR                |
| 1997      | Greg Murphy / Craig Lowndes      | Holden Commodore VS                |
| 1998      | Larry Perkins / Russell Ingall   | Holden Commodore VT                |
| 1999-2000 | Geen race                        |                                    |
| 2001      | John Bowe / Tom Waring           | Ferrari F360                       |
| 2002      | Paul Stokell / Anthony Tratt     | Lamborghini Diablo GTR             |
| 2003      | Mark Skaife / Todd Kelly         | Holden Commodore VY                |
| 2004      | Marcos Ambrose / Greg Ritter     | Ford Falcon BA                     |
| 2005      | Craig Lowndes / Yvan Muller      | Ford Falcon BA                     |
| 2006      | Jason Bright / Mark Winterbottom | Ford Falcon BA                     |
| 2007      | Craig Lowndes / Jamie Whincup    | Ford Falcon BF                     |
| 2008-2010 | Geen race                        |                                    |
| 2011      | Stuart Kostera / Ian Tulloch     | Mitsubishi Lancer Evolution        |
| 2012      | Craig Lowndes / Warren Luff      | Holden Commodore                   |
| 2013      | Jamie Whincup / Paul Dumbrell    | Holden Commodore                   |
| 2014      | Jamie Whincup / Paul Dumbrell    | Holden Commodore                   |
| 2015      | Mark Winterbottom / Steve Owen   | Ford Falcon                        |
| 2016      | Garth Tander / Warren Luff       | Holden Commodore                   |
| 2017      | Cameron Waters / Richie Stanaway | Ford Falcon                        |
| 2018      | Jamie Whincup / Paul Dumbrell    | Holden Commodore                   |
| 2019      | Jamie Whincup / Craig Lowndes    | Holden Commodore                   |